# ماريو والش
ماريو والش (بالإنجليزية: Mario Walsh)‏ (19 يناير 1966 ببادنغتون في المملكة المتحدة - ) هو لاعب كرة قدم بريطاني في مركز الهجوم. لعب مع كولتشستر يونايتد ونادي بورتسموث ونادي توركي يونايتد ونادي ساوثيند يونايتد وRedbridge Forest F.C. ‏.